# Стир, Джед
Джед Джон Стир (англ. Jed John Steer; родился 23 сентября 1992, Норидж, Англия) — английский футболист, вратарь.

## Клубная карьера
Джед, родившийся в Норвиче, присоединился к городской академии «Норвич Сити» в возрасте 9 лет. Он был замечен в гостевой игре, и клуб пригласил мальчика на просмотр. Спустя некоторое время, ему был предложен молодёжный контракт.
В возрасте 17 лет Джед подписал профессиональный контракт с «Норвичем». Он был вызван в первую команду, в качестве замены на матч Кубка Англии против «Карлайл Юнайтед», в сезоне 2009/10.